# Crepidotaceae
Famille
Les Crepidotaceae sont une famille de champignons basidiomycètes du clade VI Agaricoïde de l'ordre des Agaricales.

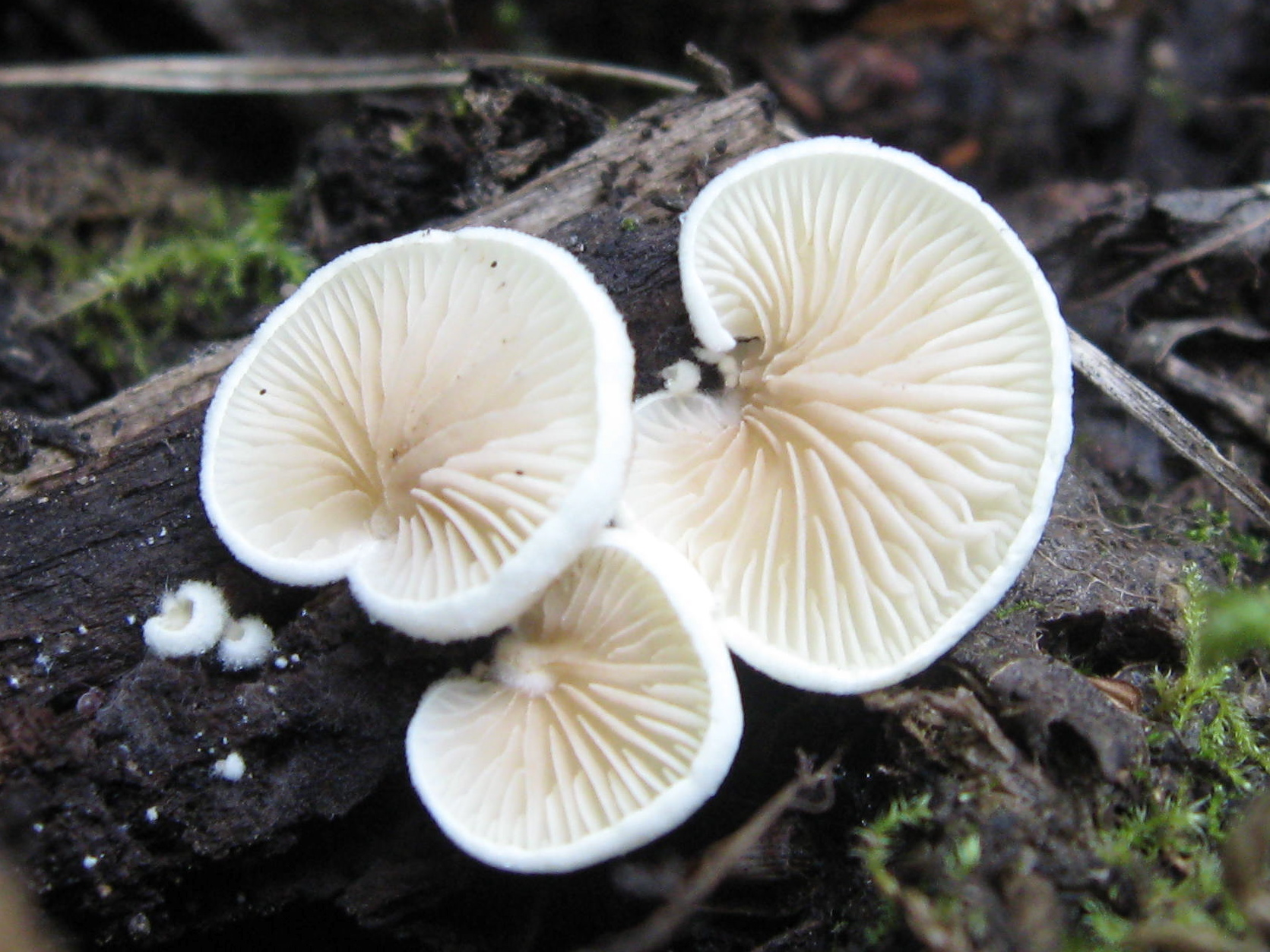
Crepidotus versutus

## Spécificité de la famille
Les Crepidotaceae ont récemment subi une révision fondée sur les analyses phylogénétiques.
Les caractères suivants sont typiques de cette famille saprotrophes, ligneuses ou herbacées et gymnocarpique (ayant les apothécies ouvertes et attachées à la surface des thalles).
Les sporées vont du jaune pâle au brun, leur cuticule est simple (bien que certains peuvent avoir un pileocystidia. Les cheilocystides sont toujours présentes et les spores sont lisses ou ornés, mais jamais anguleux ou réticulés.

## Phylogramme des Crepidotaceae
- Agaricales
  - Clade VI Agaricoïdes
    - Agaricaceae
      - Inocybaceae
        - Crepidotaceae
          - Neopaxillus - Position probable[2]
          - Pleuroflammula
          - Pleuroflammula flammea
            - Simocybe
            - Simocybe serrulata
              - Crepidotus
                - Crepidotus variabilis
                - Crepidotus applanatus